# Bart Defrancq
Bart Defrancq (1970) is hoogleraar aan de Universiteit Gent. Hij doceert er tolkvakken aan de Vakgroep Vertalen, Tolken en Communicatie (Faculteit Letteren & Wijsbegeerte).
Defrancq studeerde Romaanse filologie aan de Universiteit Gent en behaalde er een doctoraat in de Taalkunde in 2002. Hij werkte als Frans lesgever aan het Europacollege (1992-1995), onderzoeker aan Universiteit Gent (1995-2007), gastprofessor aan de Université catholique de Louvain (2004-2009). Hij volgde de opleiding Conferentietolken en staat sinds 2010 aan het hoofd van de Master Tolken, het Postgraduaat Conferentietolken  en de navorming Beëdigd Tolken van de Vakgroep Vertalen, Tolken en Communicatie (UGent).  Hij doet onderzoek in de tolkwetenschap naar verschillende aspecten van het tolken (conferentietolken en gesprekstolken) zoals cognitieve belasting en het gebruik van AI-tools bij conferentietolken, patronen van getolkte interactie bij gesprekstolken.
Defrancq is voorzitter van de CIUTI..
- Bibsys: 6041759
- Bibliothèque nationale de France: cb15556160b (data)
- Digitale Bibliotheek voor de Nederlandse Letteren: defr006
- Gemeinsame Normdatei: 1029902011
- International Standard Name Identifier: 0000 0001 1662 7164
- Library of Congress Control Number: n2006085906
- Nationale Bibliotheek van Tsjechië: mub20221148786
- Nederlandse Thesaurus van Auteursnamen: 15753247X
- ORCID: 0000-0003-0296-0438
- Système universitaire de documentation: 091584019
- Virtual International Authority File: 66781106
- WorldCat: E39PBJxGYcqMxFFTq3dhfYJv73